# 11773 Schouten
A 11773 Schouten (ideiglenes jelöléssel 1021 T-3) a Naprendszer kisbolygóövében található aszteroida. Cornelis Johannes van Houten,  Ingrid van Houten-Groeneveld és Tom Gehrels fedezte fel 1977. október 17-én.